# پل ایمسن
پل ادوارد ایمسن (انگلیسی: Paul Edward Aimson؛ ۳ اوت ۱۹۴۳ – ۹ ژانویهٔ ۲۰۰۸) یک بازیکن فوتبال اهل انگلستان بود.
از باشگاه‌هایی که در آن بازی کرده‌است می‌توان به باشگاه فوتبال برادفورد سیتی، باشگاه فوتبال منچستر سیتی، باشگاه فوتبال کولچستر یونایتد، باشگاه فوتبال ای.اف.سی بورنموث، باشگاه فوتبال هادرسفیلد تاون، باشگاه فوتبال یورک سیتی، و باشگاه فوتبال بری اشاره کرد.